# Сехестед, Ханнибал
Ханнибал Сехестед (дат. Hannibal Sehested; 16 ноября 1842, Гудме, Дания — 19 сентября 1924, там же) — датский государственный деятель, премьер-министр Дании (1900—1901).

## Биография
Родился в семье владельца таунхаусов, позже камердинера Фредерика Сехедеда и его жены Шарлотты. В 1869 году окончил юридический факультет Копенгагенского университета.
В 1882 году поступил на службу в Королевскую датскую сельскохозяйственную холдинговую компанию, в 1887—1916 и с 1889 года — на факультете естественных наук, ветеринарной медицины и природных ресурсов Копенгагенского университета.
В 1886 году он был избран в ландстинг и оставался депутатом до 1910 года, с 1892 по 1900 и с 1901 по 1902 год являлся заместителем председателя ландстинга. В 1891—1900 гг. входил в состав Суда импичмента Королевства (Rigsretten).
Когда в 1897 году подал в отставку кабинет Таге Редц-Тотта, то политику было предложено сформировать новое правительство, но он отказался. Однако в 1900 году под сильным давлением со стороны короля и Якоба Эструпа он становится новым председателем Совета Дании. Одновременно он занял пост министра иностранных дел.
Одним из основных вопросов в эти годы стала новая налоговая реформа. Зная, что депутаты левых политических взглядов его не поддержат, он рассчитывал на своих союзников из правого большинства. Однако такой расчёт себя не оправдал. Часть правых депутатов в этом вопросе примкнули к оппозиции. Как следствие, во время рассмотрения парламентом предложения правительства в ноябре 1900 году между Сехестедом и графом Фрийё произошло сильное столкновение, что в конечном итоге привело к расколу правящей партии и формированием оппортунистами партии «Свободные консерваторы» (Frikonservative).
На парламентских выборах в апреле 1901 года парламентское представительство партии «Хёйре» сократилось вдвое и на фоне этого поражения король принял отставку правительства.  
Входил в состав руководства Fyens Stift, органа управления церковью Дании.
Был известным кинологом.

## Награды и звания
Был награжден Большим крестом ордена Данеборг.